# La Platjola (Alcanar)
La Platjola és una platja natural del municipi d'Alcanar (Montsià), que forma part de les Timbes de Sòl de Riu. Situada a uns dos quilòmetres al sud de les Cases d'Alcanar, és l'única platja d'Alcanar habilitada per a gossos. Està rodejada de penya-segats rogencs, té una longitud d'uns 300 metres i una amplada d'entre 5 i 15 metres, formada per còdols. S'hi accedeix pel Camí de la Costa, dotat de carril bici. Disposa d'aparcament, neteja diària a l'estiu i paperera, que conté un dispensador de bosses, per dipositar els excrements dels animals. L'accés als gossos està limitat per Setmana Santa i a l'estiu, en què no hi poden accedir de les 11 h a les 18 h.
D'igual manera que les altres platges de les Timbes de Sòl de Riu, ha rebut el guardó de 'platges verges' que atorga el Grup Ecologista de Tarragona i l'Ebre d'Ecologistes en Acció de Catalunya (GETE-EeAC) pel seu alt valor natural i paisatgístic inalterat, tant per la seva flora com per la seva fauna, en un entorn que no ha sofert pressions urbanes i ha mantingut la seva autenticitat, en trobar-se allunyat de nuclis poblats.